# 中國女性

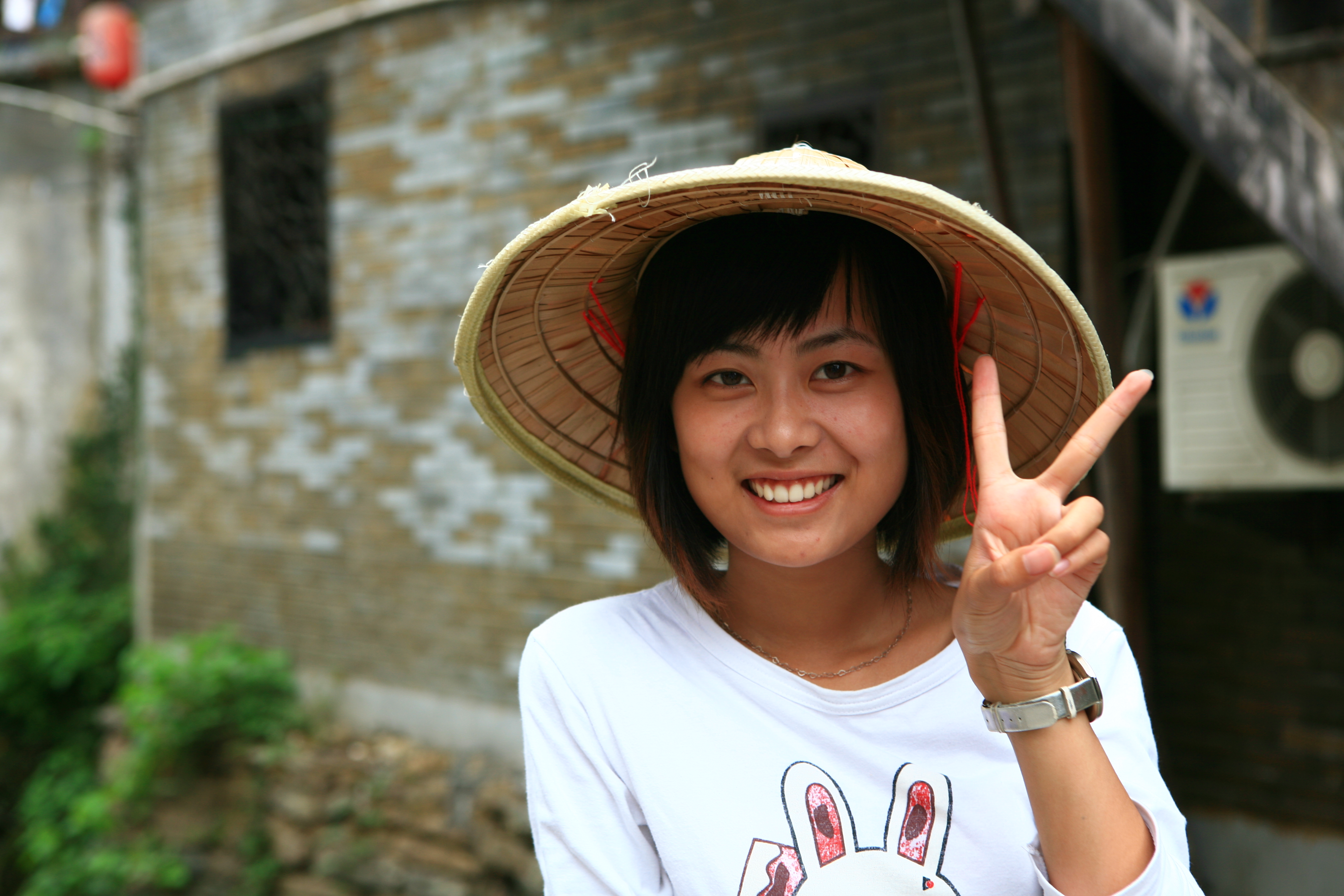
中國女性圖示

中國女性的生活在晚清時期、中華民國大陸時期、內戰時期及中華人民共和國時期都有著重大的改變。共產黨政府在性別平等方面所做的努力遭到在歷史上由男性主導的中國社會抵制，而且这种抵制也阻礙女性尋求在中國獲得更大平等。20世紀婦女的法律和社會地位大大提高，特別是在改革開放政策後的20世紀70年代。
古代女性地位的變化，被認為與社會主要生產方式變遷可能有重大關聯。在許多南方少數民族的歷史記載中，女性因其在生產活動中的社會角色與分工，有與男性相差不多的地位。

## 傳統角色
中國自古以來便以性別來劃分職務，男性是社會的生產力，女性則是主理家務的人，這是「男主外，女主內」的一種分工模式。在傳統上是父系社會，認為男孩可以繼承家業，又可從事農業生產，較女孩利於家族發展，因此當女嬰過多時，有時會有殺害嬰兒等情形發生。截至2012年，僅有13.2 %的女性能夠擁有家庭決策權，相較於男性少4倍。

## 受教育程度
從教育水平來看，2009年中國教育部發布的統計數據顯示，2009年大學本科和本科專業的女生人數首次超過男生。2012年，高等教育女大學生佔51.4%。 總入學人數，而女性研究生佔49％。 根據2013年的統計數據顯示，女性大專和大學生共計1277萬人，佔總數的51.7%，增幅接近0.9%。 以上數據，可以解釋為女性的教育水平已得到改善並且女性在中國有更多機會接受適當的教育。

## 就業和工資
在工作就業方面，2016年女性勞動參與率為63.3%，而男性為77.9%。 通過做同樣的工作，女性比男性少賺35%。 中國的一些僱主否認因長期產假而不錄用女性員工。 超過75％的女性認為她們因婚姻或分娩而被解僱。 據報導，擔任領導職務的女性很少，只有17.5%的女性擔任高級管理人員。
根據招聘網站，在工資支付方面，女性的收入比男性低22%。性別工資差距在較高職位上擴大。農村和城市婦女的性別工資差距存在差異。農村婦女的收入佔男性收入的74%，而城市地區的女性收入佔男性收入的91%。農村和城市地區所有行業的女性收入低於男性，不包括城市地區的農業，漁業和狩獵。通過做類似工作，女性比男性的工資少35%。
可以解釋的是，中國女性在就業方面仍然存在局限性，即使他們具備技能，也會因為性別而被公司聘用。此外，中國的性別工資差距仍然存在，所有行業的女性收入都低於男性，不包括城市地區的農業相關產業。結合這些事實，婦女在就業和工資支付方面沒有完全解放。

## 政治參與
在政治參與方面，中國婦女在政治職位中的代表性較低。僅農村地區的政治代表性和領導力有所提高。正国级领导人宋庆龄、邓颖超，副国级领导人何香凝、李德全、康克清、江青等女性參與政治可能与其丈夫有关。至今只有10位女性政治家是中央委員會的正式成員，仅有万绍芬、孙春兰、谌贻琴三位女性省委书记。 婦女在國家最高领导人的选拔中受到嚴重壓制。 雖然現在女性受教育程度更高，但她們無法在政治領域中發揮所長。
- 女性国务院副总理：吴桂贤、陈慕华、吴仪、刘延东、孙春兰

| 姓名   | 职务 |
| ------ | --- |
| 宋庆龄 | 中华人民共和国名誉主席、代理主席、第二届副主席、中央人民政府副主席、第四届全国人民代表大会代理常务委员会代委员长、副委员长 |
| 邓颖超 | 第四、五届全国人民代表大会常务委员会副委员长、中国人民政治协商会议第六届全国委员会副主席                                   |
| 李德全 | 中国人民政治协商会议第四届全国委员会副主席                                                                                 |
| 康克清 | 中国人民政治协商会议第五、六、七届全国委员会副主席                                                                         |
| 孙春兰 | 中国共产党第十九届中央委员会委员、第十三届中华人民共和国国务院副总理                                                       |
| 沈跃跃 | 第十三届全国人民代表大会常务委员会副委员长、第十二届全国妇联主席                                                           |
| 苏辉   | 中国人民政治协商会议第十三届全国委员会副主席、台盟主席                                                                     |
| 李斌   | 中国人民政治协商会议第十三届全国委员会副主席                                                                               |
| 吴仪   | 中国共产党第十六届中央委员会政治局委员、国务院副总理                                                                       |
| 刘延东 | 中共第十七届、十八届中央政治局委员、国务院副总理、第十六届全国政协副主席、中央统战部部长                                   |
| 彭珮云 | 国务委员，第九届全国人大常委会副委员长，全国妇联主席                                                                       |

## 婚姻和計劃生育
放鬆一孩政策後，婦女可能會面臨公婆的壓力，公婆可能會催促婦女生育。
中國政府在1950年推行的《婚姻法》，改變了人們對婚姻和愛情的態度。 20世紀80年代推行的《新婚姻法》，放寬了離婚和跨種族婚姻。 
2003年，政府禁止已婚人士與任何第三方同居，並且規定男女應相互忠誠，互相尊重。 在上述事實的支持下，可以得出結論，婦女有權利和自由決定自己的伴侶、安排自己的婚姻和選擇離婚。
但是，由中華全國婦女聯合會在2007年發明的貶義詞 - 「剩女」在某程度上限制了女性的婚姻自由。「剩女」是由中華全國婦女聯合會在2007年發明的貶義詞，用來形容27歲或以上的未婚婦女。「剩女」一詞，是中國政府人口規劃的其中一個工具。然而，「剩女」，這個術語給女性施加了壓力，因為不論父母、國家媒體和傳媒似乎都在告訴女人們，單身是一個問題、「剩女」是一種恥辱，要求女性盡快結婚，擺脫這個標籤。

## 性騷擾
大約40％的中國女性表示她們遭受過性騷擾。

## 家庭暴力
在重新審查的《中華人民共和國婦女權益保障法》將家庭暴力定為刑事犯罪。但是，根據中華全國婦女聯合會報告指出，中國近25％的已婚婦女遭受過家庭暴力，但據信有更多個案未報告。報告此類案件的婦女通常被警方、官員和法官建議回到他們的伴侶身邊，以維持家庭和社會穩定。大多數女性常常感到無助，因為法律制度有利於男性，在報告虐待男性時，女性總是受到官員、警察和法官試圖抵制。不僅外面的人試圖阻止他們報案，而且家庭成員也試圖阻止遭到丈夫毆打的婦女提出限制令。根據調查結果，婦女無法在法律面前得到公平待遇。雖然自2005年以來家庭暴力被定義為犯罪，但未能保障婦女，她們在報案時仍然面臨家人和外人的抵制。

## 婦女運動

### ＃米兔運動
21世紀初，由於性騷擾案件非常嚴重和漏報，女性發起了#MeToo中國運動，後來被稱為＃米兔運動，因為在普通話中米兔的讀音，類似於“Me Too”的發音，而採用米兔主要是為了規避審查。這是第一次自發的民間運動，引發了關於性騷擾和性侵犯的大規模討論；它也引起了公眾對女性權益的關注。

### 女權五姐妹
2015年3月國際三八婦女節前夕，五名中國女權主義活動人士因尋釁滋事控罪被拘捕：李婷婷（暱稱：麥子）、韋婷婷、鄭楚然（暱稱：大兔)、武嶸嶸和王曼，亦被稱為「女權五姐妹」。她們呼籲反對家庭暴力，抗議中國社會中存在的男女不平等現象，還通過行為藝術為中國同性戀者爭取權益。李婷婷和鄭楚然分別入選「2015年BBC百大女性」和「2016年BBC百大女性」。